# Frederick Brooks

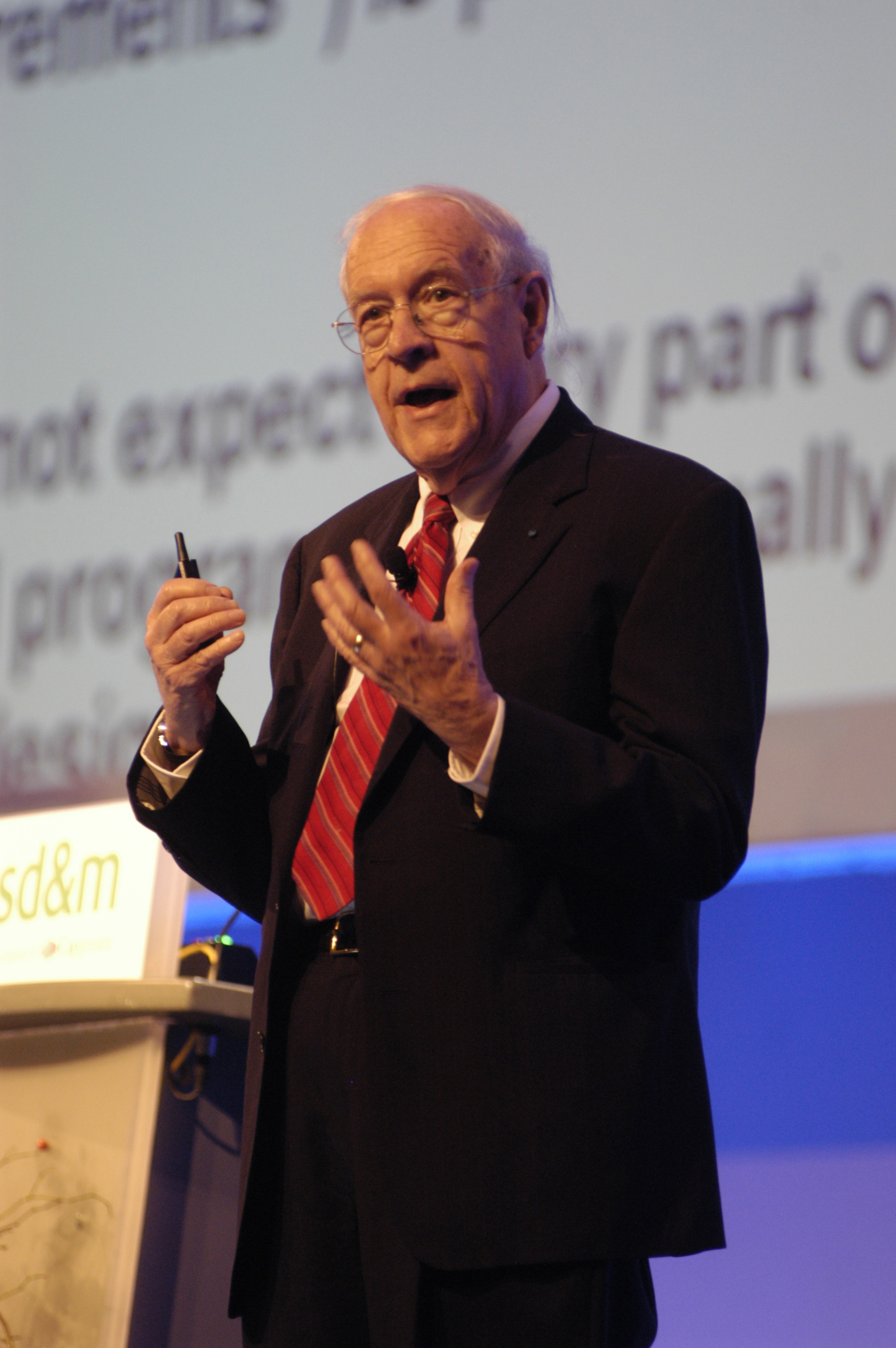
Frederick Brooks

Frederick Phillips (Fred) Brooks, Jr. (Durham (North Carolina), 19 april 1931 – Chapel Hill (North Carolina), 17 november 2022) was een Amerikaanse softwareontwikkelaar. Hij was vooral bekend van zijn medewerking aan de ontwikkeling van het IBM System/360. Hij kreeg hiervoor, samen met Bob Evans en Erich Bloch de National Medal of Technology in 1985.
Later heeft hij een boek geschreven, The Mythical Man-Month, over projectmanagement van softwareontwikkeling. Hij put hierin onder meer uit zijn ervaringen met het uit de hand lopen van de ontwikkeling van OS/360, het besturingssysteem voor System/360.
In 1999 ontving hij de Turing Award.
Brooks kreeg 2 jaar geleden een beroerte. Nadien nam zijn gezondheid sterk af. Hij overleed thuis op 91-jarige leeftijd.
- Association for Computing Machinery: 81100077256
- Bibsys: 90250430
- Bibliothèque nationale de France: cb125427921 (data)
- CiNii: DA00071257
- DBLP: b/FrederickPBrooksJr
- Gemeinsame Normdatei: 111196531
- International Standard Name Identifier: 0000 0001 1053 0599
- Library of Congress Control Number: n88643438
- MusicBrainz: 044e94ab-80b7-4259-a8e7-c9c1adc35962
- Mathematics Genealogy Project: 25260
- Bibliotheek van het Japanse parlement: 00434488
- Nationale Bibliotheek van Tsjechië: ntk2010599348
- Nationale Bibliotheek van Israël: 987007332225405171
- Nationale Bibliotheek van Polen: a0000001041483
- Nederlandse Thesaurus van Auteursnamen: 070613621
- Réseau des bibliothèques de Suisse occidentale: 02-A012356084
- LIBRIS: 339712
- SNAC: w69q6tkp
- Système universitaire de documentation: 034701192
- Semantic Scholar: 1795780
- Virtual International Authority File: 34570690
- WorldCat: E39PBJdGHQMqkrMwwVQXjxQcyd